# Tiphobiosis fulva
Tiphobiosis fulva is een schietmot uit de familie Hydrobiosidae. De soort komt voor in het Australaziatisch gebied.